# Anna Komorowska

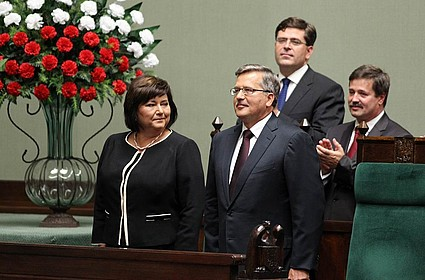
Anna i Bronisław Komorowscy na uroczystości zaprzysiężenia na urząd Prezydenta RP

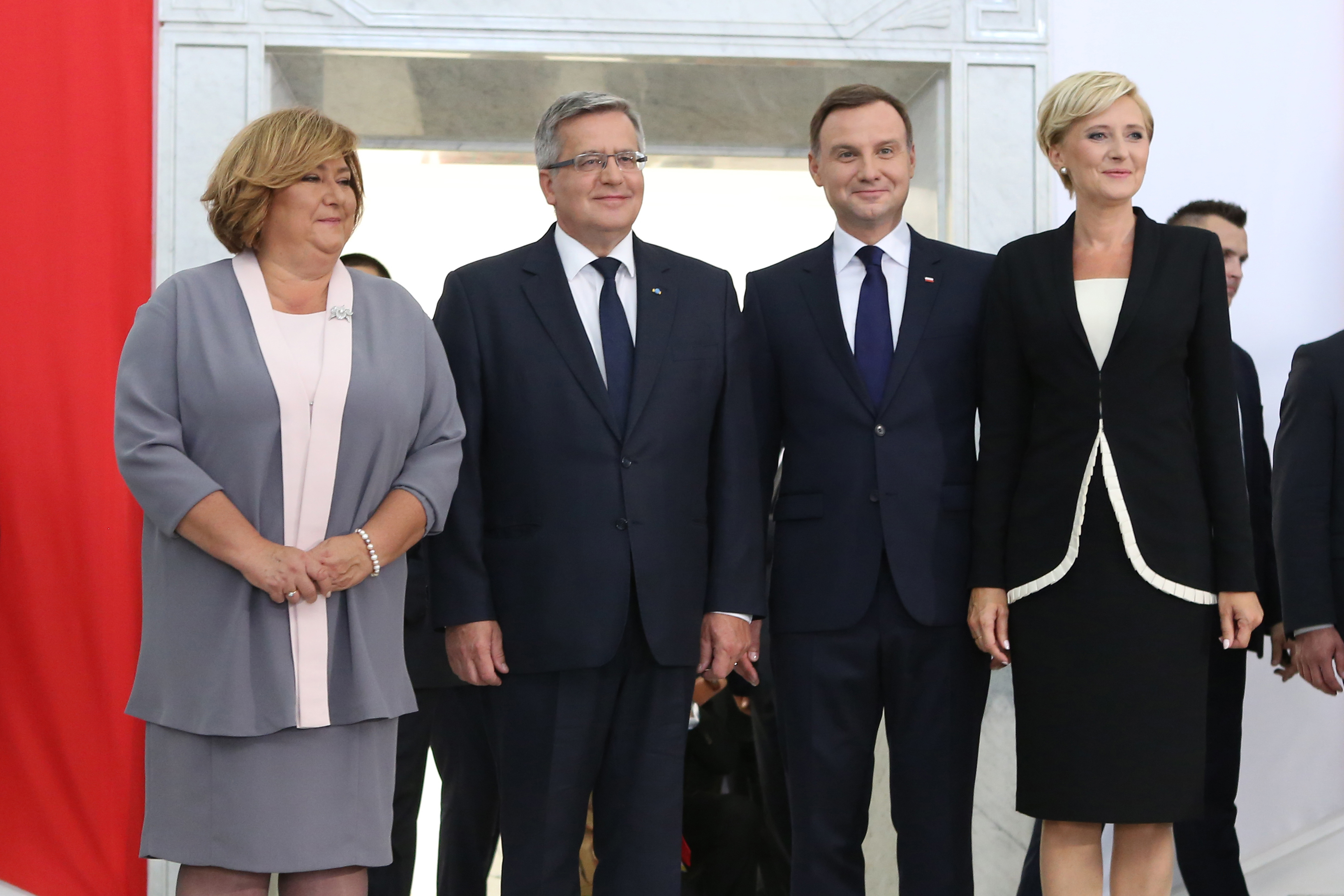
Dwie pary prezydenckie, od lewej: Anna i Bronisław Komorowscy, Andrzej Duda i Agata Kornhauser-Duda po zakończeniu obrad Zgromadzenia Narodowego i zaprzysiężeniu prezydenta Andrzeja Dudy (6 sierpnia 2015)

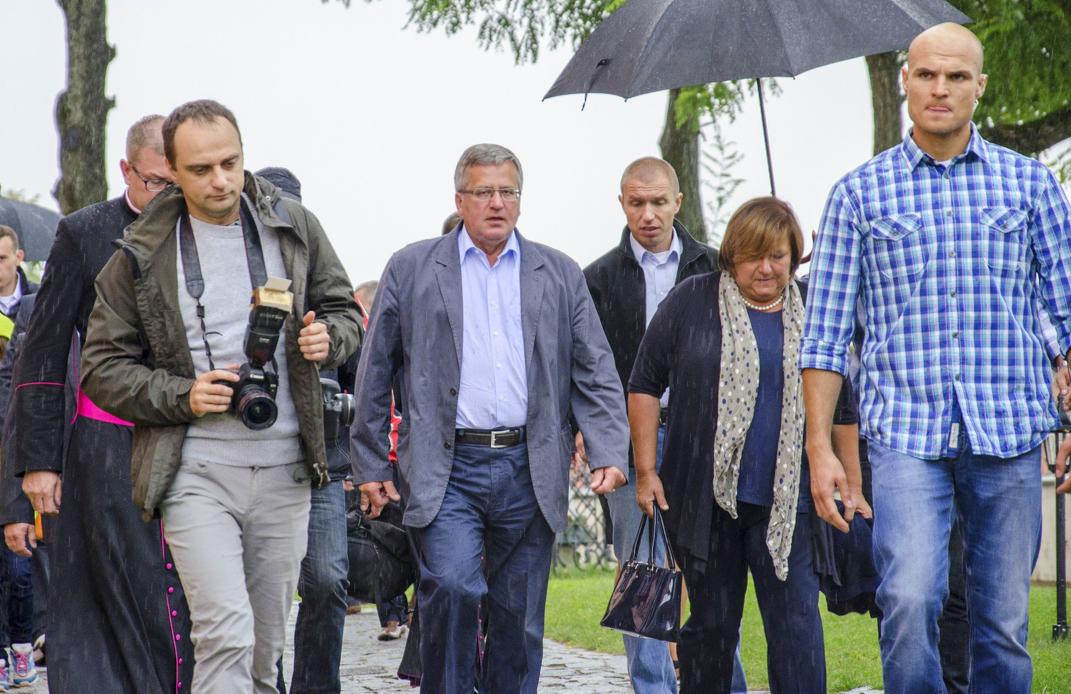
Anna Komorowska wraz z Bronisławem Komorowskim

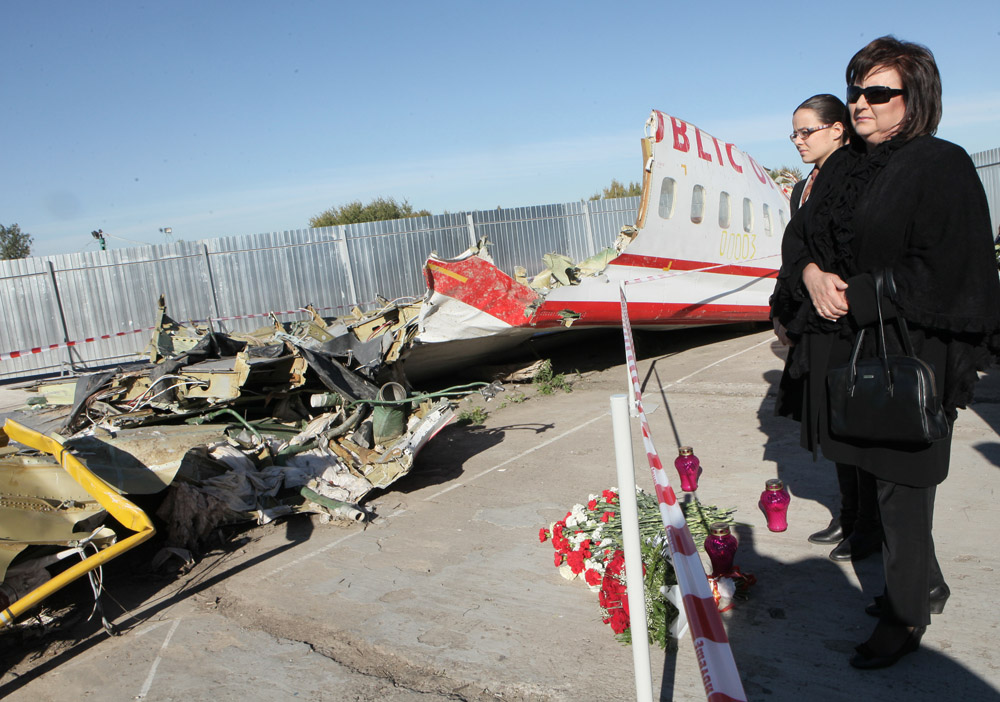
Anna Komorowska obok szczątków rządowego samolotu Tu-154M Lux

Anna Komorowska z domu Dembowska, pierwotnie Dziadzia (ur. 11 maja 1953 w Warszawie) – polska filolożka klasyczna, pierwsza dama Rzeczypospolitej Polskiej w latach 2010–2015 jako żona Bronisława Komorowskiego prezydenta Rzeczypospolitej Polskiej.

## Życiorys

### Pochodzenie
Jej rodzicami byli Jan Dziadzia (1925–1980) i Józefa z domu Deptuła, ur. w 1929 roku jako Hana Rojer, ocalona z Holokaustu. W 1954 roku małżeństwo Dziadziów zmieniło nazwisko na Dembowscy. Oboje byli pracownikami Ministerstwa Bezpieczeństwa Publicznego, a potem Spraw Wewnętrznych – w 1968 na fali czystek antysemickich oboje zostali wysłani na wcześniejszą emeryturę. Wywód genealogiczny:
| 4. Władysław Dziadzia (c. 1900−1970) |  |                                               |  |  |                                            |
|                                      |  | 2. Jan Dziadzia vel Jan Dembowski (1925−1980) |  |  |                                            |
| 5. Zofia Dziadzia (c. 1900−1944)     |  |                                               |  |  |                                            |
|                                      |  |                                               |  |  | 1. Anna Dziadzia vel Anna Dembowska (1953) |
| 6. Wolf Rojer (?−1942)               |  |                                               |  |  |                                            |
|                                      |  | 3. Hana Rojer vel Józefa Deptuła (1929)       |  |  |                                            |
| 7. Estera Rojer (?−1943)             |  |                                               |  |  |                                            |
|                                      |  |                                               |  |  |                                            |

### Czasy PRL
Anna Komorowska, wówczas Dembowska, skończyła VI Liceum Ogólnokształcące im. Tadeusza Reytana w Warszawie (1972), podczas nauki w nim należała do drużyny harcerskiej im. Romualda Traugutta Czarna Jedynka. Następnie ukończyła filologię klasyczną na Uniwersytecie Warszawskim. Pracowała jako nauczycielka łaciny w IX Liceum Ogólnokształcącym im. Klementyny Hoffmanowej w Warszawie i VI Liceum Ogólnokształcącym im. Tadeusza Reytana w Warszawie.
W 1970 poznała w Związku Harcerstwa Polskiego swojego przyszłego męża, Bronisława Komorowskiego.
W okresie PRL aktywnie uczestniczyła w konspiracyjnych pracach opozycji, wspierając tym samym męża.

### Czasy III RP
Po 1989 pracowała krótko w towarzystwie ubezpieczeniowym, potem poświęciła się wychowaniu dzieci i prowadzeniu domu.
W wyborach na urząd Prezydenta RP zarządzonych po tragicznej śmierci prezydenta Lecha Kaczyńskiego wraz z całą rodziną zaangażowała się w kampanię wyborczą, wspierając swego męża. Po wygranych wyborach prezydenckich w 2010 została pierwszą damą.
1 marca 2016 została odwołana ze stanowiska członka Rady Fundacji PZU.

### Potomstwo
Z Bronisławem Komorowskim ma piątkę dzieci:
- Zofię (ur. 1979) – absolwentka Wydziału Dziennikarstwa i Nauk Politycznych Uniwersytetu Warszawskiego. Pracuje w organizacjach pozarządowych.
- Tadeusza (ur. 1981) – absolwent socjologii Uniwersytetu Kardynała Stefana Wyszyńskiego w Warszawie i prawa w Wyższej Szkole Handlu i Prawa im. Łazarskiego. Pracuje jako prawnik.
- Marię (ur. 1983) – absolwentka Instytutu Stosowanych Nauk Społecznych Uniwersytetu Warszawskiego. Pracuje w organizacjach pozarządowych.
- Piotra (ur. 1986) – absolwent Liceum Przymierza Rodzin w Warszawie. Studiował nauki polityczne.
- Elżbietę (ur. 1989) – absolwentka Liceum im. Narcyzy Żmichowskiej. Studiowała na Uniwersytecie Warszawskim.

## Pierwsza dama RP
Anna Komorowska była pierwszą damą RP od 6 sierpnia 2010 do 6 sierpnia 2015 roku. Towarzyszyła prezydentowi RP w wizytach krajowych, na przykład corocznych dożynkach prezydenckich w Spale, zagranicznych oraz w przyjmowaniu gości. Jest matką chrzestną okrętu ORP Śniardwy. Przewodniczy wielu komitetom honorowym.
Jako pierwsza dama podjęła działania wspierające działalność charytatywną.

### Komitety honorowe pierwszej damy
Źródło: 
- Małżonka prezydenta RP Anna Komorowska przewodniczyła Komitetowi Honorowemu obchodów Roku Janusza Korczaka.
- Małżonka prezydenta RP Anna Komorowska przyjęła godność przewodniczącej Narodowej Rady Ekologicznej na wniosek Narodowej Rady Ekologicznej – 4 lutego 2011.
- Małżonka prezydenta RP Anna Komorowska przyjęła godność przewodniczącej Komitetu Honorowego obchodów Jubileuszu 110-lecia Szpitala Klinicznego Dzieciątka Jezus z Warszawy. Obchody trwały od 27 maja do 24 listopada 2011.
- Małżonka prezydenta RP Anna Komorowska przyjęła zaproszenie do udziału w Komitecie Honorowym V Europejskich Letnich Igrzysk Olimpiad Specjalnych 2010.
- Małżonka prezydenta RP przyjęła zaproszenie do wstąpienia do Klubu Matek Chrzestnych Statków Armatorów Wybrzeża Gdańskiego – listopad 2010.

### Nagrody i wyróżnienia pierwszej damy
Źródło: 
- 2 kwietnia 2011 roku Anna Komorowska otrzymała Złotą Odznakę za zasługi dla Chorągwi Śląskiej Związku Harcerstwa Polskiego.
- 31 stycznia 2011 roku Anna Komorowska otrzymała statuetkę Perła Mądrości za zaangażowanie w Europejski Tydzień Profilaktyki Raka Szyjki Macicy zainicjowany przez Ogólnopolską Organizację na rzecz Walki z Rakiem Szyjki Macicy Kwiat Kobiecości oraz miesięcznik Glamour.
- 8 grudnia 2010 roku Anna Komorowska otrzymała statuetkę nagrody Róże Gali 2010 w kategorii Debiut za debiut w roli pierwszej damy. Nagroda przyznawana jest przez czytelników tygodnika „Gala”.

## Ordery i odznaczenia (chronologicznie)
- 2011: Komandor Krzyża Wielkiego Orderu Gwiazdy Polarnej – Szwecja,
- 2012: Komandor Krzyża Wielkiego Orderu Trzech Gwiazd – Łotwa[18]
- 2012: Krzyż Wielki Orderu Zasługi – Portugalia[19]
- 2012: Krzyż Wielki Orderu Zasługi Republiki Włoskiej – Włochy[20]
- 2012: Wielki Oficer Orderu Świętego Karola – Monako[21]
- 2012: Krzyż Wielki Królewskiego Norweskiego Orderu Zasługi – Norwegia[22]
- 2013: Wielki Order Królowej Jeleny ze Wstęgą i Gwiazdą Poranną – Chorwacja[23]
- 2014: Order Krzyża Ziemi Maryjnej I Klasy – Estonia[24]
- 2014: Dama Krzyża Wielkiego Orderu Lwa Niderlandzkiego – Holandia[25][26]